# Championnat de la Martinique de football 2010-2011
Navigation
Saison précédente Saison suivante
La saison 2010-2011 du Championnat de la Martinique de football est la quatre-vingt-douzième édition de la première division en Martinique, nommée Régionale 1. Les quatorze formations de l'élite sont réunies au sein d'une poule unique où elles s'affrontent deux fois au cours de la saison. Les trois derniers du classement sont relégués et remplacés par les trois meilleurs clubs de Régionale 2 à l'issue de la saison.
C'est le Club Colonial de Fort-de-France qui est sacré cette saison après avoir terminé en tête du classement final, avec cinq points d'avance sur le Club franciscain et neuf sur le tenant du titre, le Racing Club de Rivière-Pilote. Il s’agit du dix-neuvième titre de champion de Martinique de l'histoire du club, le premier depuis 1972.

## Qualifications régionales
Les quatre premiers du championnat se qualifient pour la Ligue Antilles 2012.

## Les clubs participants
- Club franciscain
- Club sportif Case-Pilote
- Emulation Schoelcher
- Union sportive du Robert
- Club Colonial de Fort-de-France
- Racing Club de Rivière-Pilote
- Aiglon du Lamentin
- L'Essor-Préchotain
- Golden Star de Fort-de-France
- Samaritaine de Sainte-Marie - Promu de Régionale 2
- Golden Lion de Saint-Joseph
- Étoile Basse-Pointe - Promu de Régionale 2
- AC Vert-Pré
- RC Lorrain - Promu de Régionale 2

## Compétition
Le barème de points servant à établir le classement se décompose ainsi :
- Victoire : 4 points
- Match nul : 2 points
- Défaite : 1 point

### Classement
| Rang | Équipe                            | Pts | J  | G  | N  | P  | Bp | Bc | Diff |
| ---- | --------------------------------- | --- | -- | -- | -- | -- | -- | -- | ---- |
| 1    | Club Colonial de Fort-de-France   | 84  | 26 | 18 | 4  | 4  | 46 | 17 | +29  |
| 2    | Club franciscain                  | 79  | 26 | 16 | 5  | 5  | 51 | 22 | +29  |
| 3    | Racing Club de Rivière-Pilote'T'C | 75  | 26 | 13 | 10 | 3  | 41 | 21 | +20  |
| 4    | L'Essor-Préchotain                | 74  | 26 | 14 | 6  | 6  | 42 | 30 | +12  |
| 5    | Golden Lion de Saint-Joseph       | 68  | 26 | 12 | 6  | 8  | 34 | 34 | 0    |
| 6    | Aiglon du Lamentin                | 63  | 26 | 10 | 7  | 9  | 40 | 37 | +3   |
| 7    | Golden Star de Fort-de-France     | 63  | 26 | 10 | 7  | 9  | 32 | 28 | +4   |
| 8    | Club sportif Case-Pilote          | 58  | 26 | 8  | 8  | 10 | 40 | 35 | +5   |
| 9    | Étoile Basse-PointeP              | 55  | 26 | 8  | 5  | 13 | 27 | 39 | -12  |
| 10   | Emulation Schoelcher              | 53  | 26 | 7  | 6  | 13 | 28 | 39 | -11  |
| 11   | Union sportive du Robert          | 52  | 26 | 6  | 8  | 12 | 27 | 39 | -12  |
| 12   | Samaritaine de Sainte-MarieP      | 50  | 26 | 6  | 6  | 14 | 35 | 57 | -22  |
| 13   | AC Vert-Pré                       | 49  | 26 | 5  | 8  | 13 | 21 | 37 | -16  |
| 14   | RC LorrainP                       | 40  | 26 | 2  | 8  | 16 | 20 | 49 | -29  |

|  | Qualification pour la Ligue Antilles 2012                                               |
|  | Relégation en deuxième division                                                         |
|  | T : Tenant du titre C : Vainqueur de la Coupe de la Martinique P : Promu de Régionale 2 |

## Bilan de la saison
| Championnat de la Martinique de football 2010-2011 |                                             |
| Champion                                           | Club Colonial de Fort-de-France (19e titre) |
| Coupes et trophées                                 |                                             |
| Vainqueur de la Coupe de la Martinique 2010-2011   | Racing Club de Rivière-Pilote               |
| Qualifications continentales                       |                                             |
| Ligue Antilles 2012                                | Club Colonial de Fort-de-France             |
| Ligue Antilles 2012                                | Club franciscain                            |
| Ligue Antilles 2012                                | Racing Club de Rivière-Pilote               |
| Ligue Antilles 2012                                | L'Essor-Préchotain                          |
| Promotions et relégations                          |                                             |
| Promus en Régionale 1                              | US Diamantinoise                            |
| Promus en Régionale 1                              | US Marinoise                                |
| Promus en Régionale 1                              | La Gauloise de La Trinité                   |
| Relégués en Régionale 2                            | Samaritaine de Sainte-Marie                 |
| Relégués en Régionale 2                            | AC Vert-Pré                                 |
| Relégués en Régionale 2                            | RC Lorrain                                  |